# Eva Tenison
Eva Mabel Tenison, también conocida como Michael Barrington, EMTenison, Nauticus and Historicus (Liverpool, 31 de mayo de 1880-Castillo de Hedingham, Essex, agosto de 1961), fue una historiadora y novelista británica. Su obra maestra fue Elizabethan England: Being the History of this Country "In Relation to All Foreign Princes", en catorce volúmenes. También publicó novelas, biografías y otros estudios de historia.

## Trayectoria
Tenison nació en Liverpool en 1880. Fue la primera de tres hijos de Elizabeth Isabel (nacida Ashlin) y Charles McCarthy Tenison. Su padre era abogado y trabajaba en el ámbito financiero. Su tío, Alfred Tenison Collins, dirigía el Hibernian Bank. Durante los primeros diez años de su vida, ella y su familia se llamaban Collins pero en 1890, su padre obtuvo la aprobación para utilizar el nombre y las armas del arzobispo Tenison. Viajó a Australia y Tasmania y obtuvo su educación de forma privada. Se dio a conocer por primera vez cuando publicó bajo el seudónimo de Michael Barrington su primera novela, The King's Fool, a Roman. Cuando se publicó su segunda novela en 1909, el Irish Monthly decía: "El Sr. Barrington ya ha establecido su reputación con The Reminiscences of  Sir Barrington Beaumont, y aún más...". La segunda novela fue The Knight of the Golden Sword.
Tenison quiso proteger su identidad. Sus novelas históricas se publicaron bajo el nombre de Michael Barrington y también escribió bajo el nombre de Nauticus para el Mariner's Mirror. También usó el nombre de Historicus y EMTenison.
Cuando la poeta estadounidense Louise Imogen Guiney murió de un derrame cerebral cerca de Gloucestershire a los 59 años, dejando gran parte de su obra inconclusa, Tenison publicó un año después Louise Imogen Guiney; una apreciación. En 1923 publicó Louise Imogen Guiney: Her Life and Works, 1861-1920 y A Bibliography of Louise Imogen Guiney, 1861-1920. También publicó The Recusant Poets: An Unpublished Work of Louise Imogen Guiney and Fr. Geoffrey Bliss, S.J.
En 1914 publicó Chivalry and the Wounded, que analizaba los 900 años de historia de la Orden de San Juan de Jerusalén.
En la década de 1920 comenzó su investigación sobre el período isabelino de la historia. La realizó utilizando fuentes primarias y recopiló mapas e ilustraciones para acompañar su texto. Los libros fueron publicados de forma privada y el primero se publicó en 1933 con el título Elizabethan England: Being the History of this Country "in Relation to All Foreign Princes". Su trabajo se basó en investigaciones originales utilizando artículos inéditos tanto en Inglaterra como España. Los libros inicialmente no fueron bien acogidos ya que no daban la debida importancia a las teorías aceptadas por la mayoría de los historiadores. Sin embargo, años después se han aceptado ya que muchas de sus ideas son creíbles.
Tenison murió en el castillo de Hedingham. Sus trabajos se conservan en la Universidad de Kent. En la Biblioteca Real del Castillo de Windsor se realizó una presentación de su obra sobre la Inglaterra Isabelina.

## Reconocimientos
En 2020, fue incluida dentro del proyecto “Mujeres Investigadoras en los Archivos Estatales (1900-1970)” para la descripción archivística y creación de un micrositio específico en el Portal de Archivos Españoles (PARES), desarrollado entre 2020-2023. Este proyecto ha sido impulsado por la Subdirección General de Archivos Estatales, con el objetivo visibilizar la labor de investigación realizada en España por las mujeres en el intervalo 1900-1970 partiendo de los registros documentales que se conservan en los Archivos de Gestión de los AAEE del Ministerio de Cultura (el Archivo Histórico Nacional, el Archivo de la Corona de Aragón, el Archivo General de Simancas, el Archivo General de Indias, el Archivo de la Real Chancillería de Valladolid, el Archivo General de la Administración y el Centro de Información Documental de Archivos).